# (5381) Сехмет
(5381) Сехмет (лат. Sekhmet) — небольшой околоземный астероид из группы Атона, который принадлежит к спектральному классу S с относительно высоким альбедо. Он обладает сильно вытянутой орбитой, поэтому в процессе своего движения вокруг Солнца он пересекает не только орбиту Земли, но и Венеры. Астероид был открыт 14 мая 1991 года американским астрономом Кэролин Шумейкер в Паломарской обсерватории и назван в честь Сехмет, египетской богини войны. 

Орбита астероида Сехмет и его положение в Солнечной системе
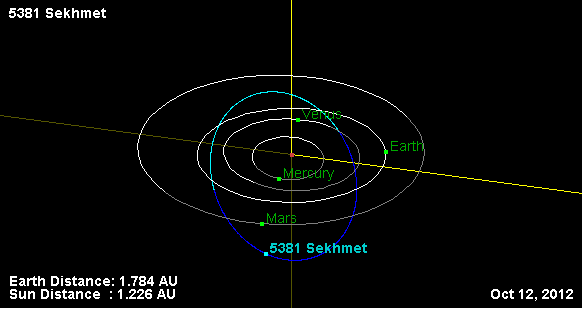
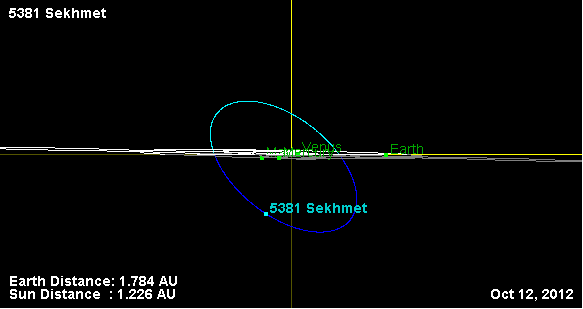
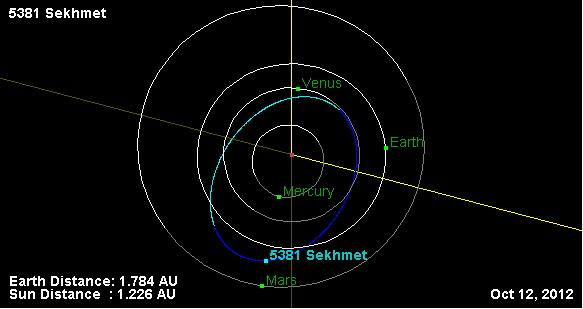

В декабре 2003 года группа астрономов из обсерватории Аресибо провела радарные исследования данного тела, которые показали признаки возможного наличия у Сехмета небольшого 300 метров в диаметре спутника, который вращается вокруг астероида на расстоянии в 1,5 км. Но данное открытие пока (2012 год) не получило своего подтверждения. 17 мая 2015 года астероид (5381) Сехмет диаметром в три километра приблизился к Земле на 24 миллиона километров (62 расстояния до Луны).